# Championnat de France masculin de handball de deuxième division 2006-2007
Navigation
Division 2 2005-2006 Division 2 2007-2008
| \| Aix en Provence Angers Billère Nancy \| Localisation des clubs engagés dans le championnat. |
| Aix en Provence Angers Billère Nancy                                                           |

Le championnat de France masculin de handball de deuxième division 2006-2007 est la cinquante-cinquième édition de cette compétition et la onzième édition depuis que la dénomination de Division 2 a été posée.
La saison s'est déroulée à 17 clubs après l'autorisation d'accession de Villepinte, promu qui a fusionné avec le Livry-Gargan handball (relégué de la saison précédente) pour former le Livry-Villepinte 93. Quant au HBC Conflans, si une relégation administrative a été évoquée au cours de l'été 2006, le club a finalement été autorisé à participer à la compétition.
À l'issue de la saison, ces deux clubs terminent finalement aux deux dernières places et sont reléguées en Nationale 1 en compagnie des Girondins de Bordeaux HBC et du GFCO Ajaccio. 
Enfin, le Saint-Raphaël Var Handball, champion de France, et le HBC Villefranche-en-Beaujolais sont promus en Division 1. À noter également que le Pays d'Aix Université Club handball, seulement neuvième, a néanmoins atteint la finale de la Coupe de France.

## Classement
Le classement final est :
|    | Équipe                            | Pts | J  | G  | N | P  | Bp  | Bc  | Diff |
| -- | --------------------------------- | --- | -- | -- | - | -- | --- | --- | ---- |
| 1  | St-Raphaël Var HB                 | 88  | 32 | 27 | 2 | 3  | 973 | 827 | 146  |
| 2  | HBC Villefranche-en-Beaujolais(R) | 78  | 32 | 21 | 4 | 7  | 900 | 807 | 93   |
| 3  | OC Cesson                         | 76  | 32 | 21 | 2 | 9  | 872 | 814 | 58   |
| 4  | Angers Noyant (R)                 | 73  | 32 | 20 | 2 | 10 | 862 | 803 | 59   |
| 5  | Billère Handball                  | 68  | 32 | 17 | 2 | 13 | 841 | 787 | 54   |
| 6  | Aurillac HB CA                    | 65  | 32 | 14 | 5 | 13 | 894 | 889 | 5    |
| 7  | HBC Nantes                        | 65  | 32 | 13 | 7 | 12 | 890 | 896 | -6   |
| 8  | ASCA Wittelsheim                  | 64  | 32 | 14 | 4 | 14 | 891 | 897 | -6   |
| 9  | Pays d'Aix UC                     | 63  | 32 | 13 | 5 | 14 | 818 | 816 | 2    |
| 10 | Dijon Bourgogne HB (P)            | 62  | 32 | 13 | 4 | 15 | 880 | 869 | 11   |
| 11 | RS Saint-Cyr Touraine HB (P)      | 62  | 32 | 14 | 2 | 16 | 882 | 912 | -30  |
| 12 | ASPTT Nancy                       | 59  | 32 | 12 | 3 | 17 | 837 | 866 | -29  |
| 13 | Handball Club Villeneuve-d'Ascq   | 59  | 32 | 11 | 5 | 16 | 857 | 885 | -28  |
| 14 | Girondins de Bordeaux HBC (P)     | 58  | 32 | 5  | 0 | 15 | 825 | 876 | -51  |
| 15 | GFCO Ajaccio                      | 56  | 32 | 9  | 6 | 17 | 909 | 949 | -40  |
| 16 | HBC Conflans                      | 50  | 32 | 9  | 0 | 23 | 818 | 918 | -100 |
| 17 | Livry-Villepinte 93 (P)           | 41  | 32 | 4  | 1 | 27 | 834 | 972 | -138 |

Légende
|     | Promu en Division 1                      |
|     | Relégation en Nationale 1                |
| (R) | Relégué de Division 1 en début de saison |
| (P) | Promu de Nationale 1 en début de saison  |